# 梁鉉俊
梁 鉉俊（ヤン・ヒョンジュン、2002年5月25日 - ）は、大韓民国・釜山広域市出身のサッカー選手。スコティッシュ・プレミアシップ・セルティックFC所属。ポジションはミッドフィールダー（ウイング）。

## 経歴

### 江原FC
釜山情報高等学校から2021年にKリーグ1の江原FCに加入。最初はK4リーグに参戦するリザーブチームの江原FC Bでプレーし、2021年5月23日にKリーグ1のFCソウル戦でトップチームデビューを果たした。
2022年シーズン、Kリーグ1で36試合に出場し8ゴール4アシストを記録。この活躍によってKリーグ1および大韓サッカー協会の若手最優秀選手賞に選ばれた。

### セルティックFC
2023年7月15日、スコティッシュ・プレミアシップのセルティックFCへ移籍する旨が江原FCから発表された。24日にはジャパンツアーを終えたセルティックからも5年契約での加入が発表された。

### 代表
U-23韓国代表にはAFC U23アジアカップ2022のメンバーに選出されており、2022年6月8日のグループステージC組U-23タイ代表戦にて後半アディショナルタイムに洪賢錫に代えてピッチに投入され、U-23代表デビューを果たした。
2023年9月8日ウェールズ戦で韓国代表デビューを果たした。

## タイトル

### 個人
- Kリーグ若手選手賞（2022）